# Ritz (hotell i London)

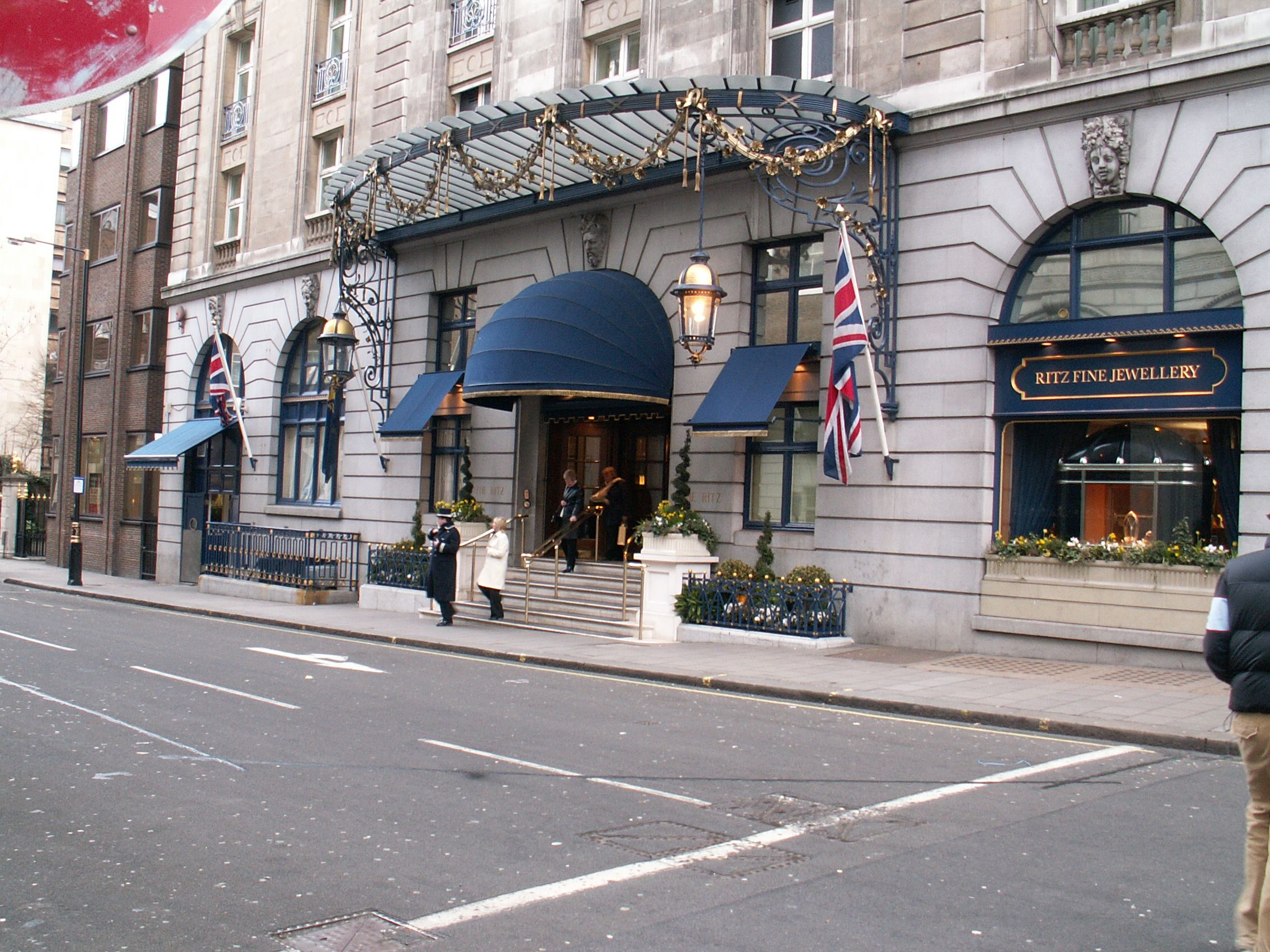
Ritz

Ritz är ett hotell vid Piccadilly i London som öppnade den 24 maj 1906. Grundaren César Ritz påbörjade byggandet året innan. Under andra världskriget användes en av hotellets matsalar som mötesrum av Winston Churchill, Charles de Gaulle och Dwight D. Eisenhower. Vid ett ägarbyte 1995 inleddes en 10 år lång renoveringsprocess som kostade 50 miljoner pund. Hotellet har 136 rum.
Den tidigare brittiska premiärministern Margaret Thatcher avled på hotellet den 8 april 2013 efter ett slaganfall.